# Masters de Roma 2025
El Internazionali BNL d'Italia 2025 fue un torneo de tenis ATP Tour Masters 1000 en su rama masculinay WTA 1000 en la femenina  que se disputó en el Foro Itálico de Roma (Italia). Fue el tercer Masters 1000 en polvo de ladrillo para el ATP Tour y el segundo WTA 1000 en polvo de ladrillo de la temporada para el WTA Tour. Se celebró del 6 al 18 de mayo de 2025.

## Puntos y premios en efectivo

### Distribución de puntos
| Evento                  | G    | F   | SF  | CF  | R16 | R32 | R64 | R128 | C  | C2 | C1 |
| Individuales masculinos | 1000 | 650 | 400 | 200 | 100 | 50  | 30  | 10   | 20 | 10 | 0  |
| Dobles masculinos       | 1000 | 600 | 360 | 180 | 90  | 0   | —   | —    | —  | —  | —  |
| Individuales femeninos  | 1000 | 650 | 390 | 215 | 120 | 65  | 35  | 10   | 30 | 20 | 2  |
| Dobles femeninos        | 1000 | 650 | 390 | 215 | 120 | 10  | —   | —    | —  | —  | —  |

### Premios en efectivo
| Evento                  | G         | F         | SF        | CF        | R16      | R32      | R64      | R128     | C2       | C1     |
| Individuales masculinos | 985 030 € | 523 870 € | 291 040 € | 165 670 € | 90 445 € | 52 925 € | 30 895 € | 20 820 € | 12 090 € | 6270 € |
| Individuales femeninos  | 877 390 € | 456 735 € | 240 380 € | 124 700 € | 66 110 € | 38 313 € | 21 215 € | 13 150 € | 10 015 € | 5260 € |
| Dobles masculinos       | 400 560 € | 212 060 € | 113 880 € | 56 950 €  | 30 540 € | 16 690 € | —        | —        | —        | —      |
| Dobles femeninos        | 306 500 € | 162 260 € | 87 140 €  | 43 560 €  | 23 290 € | 12 770 € | —        | —        | —        | —      |

## Cabezas de serie
Los cabezas de serie se basaron en las clasificaciones ATP al 5 de mayo de 2025. Las clasificaciones y los puntos anteriores son al 5 de mayo de 2025.

### Individuales masculino
| N.º | Rank. | Tenista               | Puntos | Puntos por defender | Puntos ganados | Nuevos puntos | Ronda hasta la que avanzó en el torneo            |
| 1   | 1     | Jannik Sinner         | 9730   | 0                   | 650            | 10 380        | Final, perdió ante Carlos Alcaraz [3]             |
| 2   | 2     | Alexander Zverev      | 8085   | 1000                | 200            | 7285          | Cuartos de final, perdió ante Lorenzo Musetti [8] |
| 3   | 3     | Carlos Alcaraz        | 7850   | 0                   | 1000           | 8850          | Campeón, venció a Jannik Sinner [1]               |
| 4   | 4     | Taylor Fritz          | 4815   | 50                  | 10             | 4775          | Segunda ronda, perdió ante Marcos Giron           |
| 5   | 5     | Jack Draper           | 4440   | 30                  | 200            | 4610          | Cuartos de final, perdió ante Carlos Alcaraz [3]  |
| 6   | 7     | Casper Ruud           | 3715   | 10                  | 200            | 3905          | Cuartos de final, perdió ante Jannik Sinner [1]   |
| 7   | 8     | Álex de Miñaur        | 3635   | 100                 | 100            | 3635          | Cuarta ronda, perdió ante Tommy Paul [11]         |
| 8   | 9     | Lorenzo Musetti       | 3550   | (90)                | 400            | 3860          | Semifinales, perdió ante Carlos Alcaraz [3]       |
| 9   | 10    | Holger Rune           | 3440   | 50                  | 50             | 3440          | Tercera ronda, perdió ante Corentin Moutet        |
| 10  | 11    | Daniil Medvédev       | 3290   | 100                 | 100            | 3290          | Cuarta ronda, perdió ante Lorenzo Musetti [8]     |
| 11  | 12    | Tommy Paul            | 3210   | 400                 | 400            | 3210          | Semifinales, perdió ante Jannik Sinner [1]        |
| 12  | 13    | Ben Shelton           | 3020   | 50                  | 10             | 2980          | Segunda ronda, perdió ante Jaume Munar            |
| 13  | 14    | Arthur Fils           | 2920   | (175)               | 100            | 2845          | Cuarta ronda, perdió ante Alexander Zverev [2]    |
| 14  | 15    | Grigor Dimitrov       | 2685   | 100                 | 10             | 2595          | Segunda ronda, perdió ante Francesco Passaro [WC] |
| 15  | 16    | Frances Tiafoe        | 2640   | (25)                | 10             | 2625          | Segunda ronda, perdió ante Sebastian Ofner [Q]    |
| 16  | 17    | Andrey Rublev         | 2580   | 50                  | 10             | 2540          | Segunda ronda, perdió ante Fábián Marozsán        |
| 17  | 18    | Francisco Cerúndolo   | 2425   | 50                  | 100            | 2475          | Cuarta ronda, perdió ante Jannik Sinner [1]       |
| 18  | 19    | Stefanos Tsitsipas    | 2420   | 200                 | 50             | 2270          | Tercera ronda, perdió ante Arthur Fils [13]       |
| 19  | 20    | Tomáš Macháč          | 2215   | 0                   | 50             | 2265          | Tercera ronda, perdió ante Tommy Paul [11]        |
| 20  | 21    | Jakub Mensik          | 2182   | 10                  | 100            | 2272          | Cuarta ronda, perdió ante Hubert Hurkacz [30]     |
| 21  | 22    | Ugo Humbert           | 2145   | 0                   | 10             | 2155          | Segunda ronda, se retiró ante Corentin Moutet     |
| 22  | 23    | Sebastian Korda       | 2020   | 50                  | 50             | 2020          | Tercera ronda, perdió ante Jaume Munar            |
| 23  | 24    | Karen Khachanov       | 1910   | 100                 | 100            | 1910          | Cuarta ronda, perdió ante Carlos Alcaraz [3]      |
| 24  | 25    | Alexei Popyrin        | 1860   | 10                  | 50             | 1900          | Tercera ronda, perdió ante Daniil Medvédev [10]   |
| 25  | 26    | Alejandro Davidovich  | 1745   | (25)                | 10             | 1730          | Segunda ronda, perdió ante Jesper de Jong [LL]    |
| 26  | 27    | Félix Auger-Aliassime | 1735   | 50                  | 0              | 1685          | Baja antes de la segunda ronda.                   |
| 27  | 28    | Denis Shapovalov      | 1726   | 10                  | 10             | 1726          | Segunda ronda, perdió ante Vilius Gaubas [Q]      |
| 28  | 29    | Brandon Nakashima     | 1675   | (35)                | 50             | 1690          | Tercera ronda, perdió ante Lorenzo Musetti [8]    |
| 29  | 30    | Matteo Berrettini     | 1670   | 0                   | 50             | 1720          | Tercera ronda, se retiró ante Casper Ruud [6]     |
| 30  | 31    | Hubert Hurkacz        | 1665   | 200                 | 200            | 1665          | Cuartos de final, perdió ante Tommy Paul [11]     |
| 31  | 32    | Alex Michelsen        | 1570   | (30)                | 10             | 1550          | Segunda ronda, perdió ante Laslo Djere            |
| 32  | 33    | Sebastián Báez        | 1540   | 100                 | 10             | 1450          | Segunda ronda, perdió ante Vít Kopřiva [Q]        |

- Ranking del 5 de mayo de 2025.[3]

#### Bajas masculinas (cabezas de serie o sembrados)
| Clasif | Jugador        | Puntos Antes | Puntos a defender | Puntos ganados | Puntos después | Baja debido a |
| ------ | -------------- | ------------ | ----------------- | -------------- | -------------- | ------------- |
| 6      | Novak Djokovic | 4130         | 50                | 0              | 4080           | Descanso.     |

### Dobles masculino
| Tenistas                           | Ranking | Preclasificado |
| Marcelo Arévalo Mate Pavić         | 2       | 1              |
| Harri Heliövaara Henry Patten      | 7       | 2              |
| Kevin Krawietz Tim Puetz           | 11      | 3              |
| Marcel Granollers Horacio Zeballos | 15      | 4              |
| Simone Bolelli Andrea Vavassori    | 19      | 5              |
| Nikola Mektić Michael Venus        | 29      | 6              |
| Christian Harrison Evan King       | 38      | 7              |
| Máximo González Andrés Molteni     | 40      | 8              |

### Individuales femenino
| N.º | Rank. | Tenista               | Puntos | Puntos por defender | Puntos ganados | Nuevos puntos | Ronda hasta la que avanzó en el torneo            |
| 1   | 1     | Aryna Sabalenka       | 11 118 | 650                 | 215            | 10 683        | Cuartos de final, perdió ante Qinwen Zheng [8]    |
| 2   | 2     | Iga Świątek           | 6773   | 1000                | 65             | 5838          | Tercera ronda, perdió ante Danielle Collins [29]  |
| 3   | 4     | Jessica Pegula        | 6243   | (0)                 | 65             | 6308          | Tercera ronda, perdió ante Elise Mertens [25]     |
| 4   | 3     | Cori Gauff            | 6603   | 390                 | 650            | 6863          | Final, perdió ante Jasmine Paolini [6]            |
| 5   | 6     | Madison Keys          | 4824   | 215                 | 65             | 4674          | Tercera ronda, perdió ante Peyton Stearns         |
| 6   | 5     | Jasmine Paolini       | 4875   | 10                  | 1000           | 5865          | Campeona, venció a Cori Gauff [4]                 |
| 7   | 7     | Mirra Andreeva        | 4781   | 10                  | 215            | 4986          | Cuartos de final, perdió ante Cori Gauff [4]      |
| 8   | 8     | Qinwen Zheng          | 4193   | 215                 | 390            | 4368          | Semifinales, perdió ante Cori Gauff [4]           |
| 9   | 10    | Paula Badosa          | 3761   | 120                 | 0              | 3641          | Baja antes de la segunda ronda.                   |
| 10  | 9     | Emma Navarro          | 3797   | (31)                | 65             | 3831          | Tercera ronda, perdió ante Clara Tauson [22]      |
| 11  | 12    | Elena Rybakina        | 2983   | 0                   | 65             | 3048          | Tercera ronda, perdió ante Bianca Andreescu [PR]  |
| 12  | 13    | Karolína Muchová      | 2919   | (0)                 | 0              | 2919          | Baja antes de la segunda ronda.                   |
| 13  | 11    | Diana Shnaider        | 3023   | (130)               | 215            | 3108          | Cuartos de final, perdió ante Jasmine Paolini [6] |
| 14  | 15    | Daria Kasatkina       | 2686   | 65                  | 10             | 2631          | Segunda ronda, perdió ante Marta Kostyuk          |
| 15  | 17    | Amanda Anisimova      | 2617   | 10                  | 10             | 2617          | Segunda ronda, perdió ante Veronika Kudermetova   |
| 16  | 14    | Elina Svitolina       | 2810   | 120                 | 215            | 2905          | Cuartos de final, perdió ante Peyton Stearns      |
| 17  | 18    | Jeļena Ostapenko      | 2235   | 215                 | 120            | 2140          | Cuarta ronda, perdió ante Jasmine Paolini [6]     |
| 18  | 22    | Beatriz Haddad Maia   | 2059   | 65                  | 10             | 2004          | Segunda ronda, perdió ante Marie Bouzková         |
| 19  | 21    | Liudmila Samsonova    | 2150   | 10                  | 10             | 2150          | Segunda ronda, perdió ante Hailey Baptiste [Q]    |
| 20  | 19    | Donna Vekić           | 2226   | 10                  | 10             | 2226          | Segunda ronda, perdió ante Bianca Andreescu [PR]  |
| 21  | 20    | Ekaterina Alexandrova | 2158   | 60                  | 0              | 2098          | Baja antes de la segunda ronda.                   |
| 22  | 23    | Clara Tauson          | 2043   | 65                  | 120            | 2098          | Cuarta ronda, perdió ante Mirra Andreeva [7]      |
| 23  | 29    | Yulia Putintseva      | 1668   | 65                  | 10             | 1613          | Segunda ronda, perdió ante Jaqueline Cristian     |
| 24  | 26    | Leylah Fernandez      | 1708   | 10                  | 65             | 1763          | Tercera ronda, perdió ante Marta Kostyuk          |
| 25  | 24    | Elise Mertens         | 1811   | 65                  | 120            | 1866          | Cuarta ronda, perdió ante Diana Shnaider [13]     |
| 26  | 25    | Magdalena Fręch       | 1800   | 35                  | 65             | 1830          | Tercera ronda, perdió ante Qinwen Zheng [8]       |
| 27  | 36    | Ons Jabeur            | 1458   | 10                  | 65             | 1513          | Tercera ronda, perdió ante Jasmine Paolini [6]    |
| 28  | 28    | Anna Kalinskaya       | 1674   | 65                  | 10             | 1619          | Segunda ronda, perdió ante Peyton Stearns         |
| 29  | 35    | Danielle Collins      | 1461   | 390                 | 120            | 1191          | Cuarta ronda, perdió ante Elina Svitolina [16]    |
| 30  | 30    | Linda Nosková         | 1628   | 65                  | 65             | 1628          | Tercera ronda, perdió ante Mirra Andreeva [7]     |
| 31  | 31    | Sofia Kenin           | 1618   | 65                  | 65             | 1618          | Tercera ronda, perdió ante Aryna Sabalenka [1]    |
| 32  | 32    | Magda Linette         | 1551   | 35                  | 65             | 1581          | Tercera ronda, perdió ante Cori Gauff [4]         |

- Ranking del 5 de mayo de 2025.[5]

#### Bajas femeninas
| Rank. | Tenista            | Puntos antes | Puntos por defender | Puntos ganados | Puntos después | Motivo                |
| ----- | ------------------ | ------------ | ------------------- | -------------- | -------------- | --------------------- |
| 16    | Barbora Krejčiková | 2664         | 0                   | 0              | 2664           | Lesión en la espalda. |

### Dobles femenino
| Tenista                            | Ranking | Preclasificada |
| Gabriela Dabrowski Erin Routliffe  | 8       | 1              |
| Kateřina Siniaková Shuai Zhang     | 11      | 2              |
| Sara Errani Jasmine Paolini        | 12      | 3              |
| Su-wei Hsieh Jeļena Ostapenko      | 15      | 4              |
| Caroline Dolehide Desirae Krawczyk | 25      | 5              |
| Mirra Andreeva Diana Shnaider      | 31      | 6              |
| Anna Danilina Irina Khromacheva    | 32      | 7              |
| Asia Muhammad Demi Schuurs         | 32      | 8              |

## Campeones

### Individual masculino
Carlos Alcaraz venció a  Jannik Sinner por 7-6(7-5), 6-1

### Individual femenino
Jasmine Paolini venció a  Cori Gauff por 6-4, 6-2

### Dobles masculino
Marcelo Arévalo /  Mate Pavić vencieron a  Sadio Doumbia /  Fabien Reboul por 6-4, 6-7(6-8), [13-11]

### Dobles femenino
Sara Errani /  Jasmine Paolini vencieron a  Veronika Kudermetova /  Elise Mertens por  6-4, 7-5